# Raúl Leoni
Raúl Leoni Otero (n. 26 aprilie 1905, El Manteco, Bolívar, Venezuela - d. 5 iulie 1972, New York, SUA) a fost un avocat, om politic, președintele Venezuelei în perioada 13 martie 1964-11 martie 1969, senator între anii 1969-1972, Președintele Congresului Național din Venezuela în anii 1959–1962 și Ministrul muncii 1945–1948. Raul Leoni a fost căsătorit cu Carmen América Fernández Alcalá din 1949.